# Невидљиви непријатељ : Вариола вера 1972
Невидљиви непријатељ : Вариола вера 1972  стручна је монографија Радине Вучетић (1972), ванредне професорке на катедри за Општу савремену историју и управнице Центра за америчке студије Филозофског факултета Универзитета у Београду. Књига је објављена 2022. године у издању издавачке куће Службени гласник у оквиру едиције Историја.

## О делу
Књига Невидљиви непријатељ : Вариола вера 1972 је објављена у 2022. као рефлексија и асоцијација на пандемију COVID-19, која је започела 2020. године. Ауторка се у књизи бави епидемијским и пандемијским катастрофама које су се човечанству дешавале и раније кроз историју, а догађају се сада и биће их у будућности, а питање које поставља јесте да ли можемо да научимо нешто из пређашњих искустава. Стратегије које су спровођене у сврху сузбијања епидемија и пандемија у прошлости важне су за будућност. Проблем је у томе што велике епидемије и пандемије изазивају велике трауме и можда баш зато брзо падају у заборав. Начини на које су се различите државе и друштва борили против епидемија и пандемија, па и Југославија против епидемије вариоле 1972, не морају бити путоказ, али могу да помогну да боље разумемо реакције на њих, а самим тим да разумемо и свако ново пандемијско време, у овом случају пандемију COVID-19.
Ауторка се у књизи бави истраживањем епидемије великих богиња у Југославије 1972. године. Поставила је себи задатак да анализира не само појаву болести и њен здравствено-историјски аспект, већ посматра сложен сплет процеса које је болест покренула у држави и југословенском друштву. При томе није занемарила један посебан вид овог сложеног феномена, свакодневицу и живот за време епидемије у градовима и селима у близини жаришта, у болницама и карантинима. Дала је слику људског понашања и реаговања, од пожртвованости, прихватања наметнутих мера, до страха, себичности, фатализма, сујеверја.